# Sonchus
Sonchus là một chi thực vật có hoa trong họ Cúc (Asteraceae).
Phần lớn các loài trong chi này là cây thân thảo một năm, một vài loài là cây lâu năm và một số loài thậm chí là cây thân gỗ (phân chi Dendrosonchus, giới hạn ở quần đảo Canaria).

## Phân bố
Các loài Sonchus là bản địa Cựu thế giới, nhưng một số loài đã du nhập vào Tân thế giới.

## Các loài
Chi Sonchus gồm khoảng 97 loài:
- Sonchus acaulis Dum.Cours., 1811
- Sonchus afromontanus R.E.Fr., 1925
- Sonchus araraticus Nazarova & Barsegyan, 1983
- Sonchus arboreus DC., 1838
- Sonchus arvensis L., 1753 - Rổng cúc đồng.[13]
- Sonchus asper (L.) Hill, 1769 - Nhũ cúc, rổng cúc nhọn, tục đoạn cúc, cúc nhọn.[13]
- Sonchus berteroanus (Decne.) S.C.Kim & Mejías, 2012
- Sonchus bipontini Asch., 1867
- Sonchus bornmuelleri Pit., 1909
- Sonchus bourgeaui Sch.Bip., 1849
- Sonchus brachylobus Webb, 1849
- Sonchus brachyotus DC., 1838
- Sonchus brassicifolius S.C.Kim & Mejías, 2012
- Sonchus briquetianus Gand., 1909
- Sonchus bupleuroides (Font Quer) N.Kilian & Greuter, 2003
- Sonchus camporum (R.E.Fr.) Boulos ex C.Jeffrey, 1966
- Sonchus canariensis (Sch.Bip.) Boulos, 1967
- Sonchus capillaris Svent., 1960
- Sonchus cavanillesii Caball., 1946
- Sonchus congestus Willd., 1807
- Sonchus crassifolius Pourr. ex Willd., 1803
- Sonchus daltonii Webb, 1849
- Sonchus dregeanus DC., 1838
- Sonchus erzincanicus V.A.Matthews, 1974
- Sonchus esperanzae N.Kilian & Greuter, 2004
- Sonchus fauces-orci Knoche, 1923
- Sonchus fragilis Ball, 1873
- Sonchus friesii Boulos, 1967
- Sonchus fruticosus L.f., 1782
- Sonchus gandogeri Pit., 1909
- Sonchus gigas Boulos ex Humbert, 1963
- Sonchus gomeraensis Boulos, 1967
- Sonchus grandifolius Kirk, 1894
- Sonchus gummifer Link, 1825
- Sonchus heterophyllus (Boulos) U.Reifenb. & A.Reifenb., 1996
- Sonchus hierrensis (Pit.) Boulos, 1967
- Sonchus hotha C.B.Clarke, 1876
- Sonchus hydrophilus Boulos, 1965
- Sonchus integrifolius Harv., 1865
- Sonchus jacottetianus Thell., 1926
- Sonchus jainii Chandrab., V.Chandras. & N.C.Nair, 1984
- Sonchus kirkii Hamlin, 1976
- Sonchus laceratus (Phil.) S.C.Kim & Mejías, 2012
- Sonchus latifolius (Lowe) R.Jardim & M.Seq., 2011
- Sonchus leptocephalus Cass., 1826
- Sonchus lidii Boulos, 1967
- Sonchus lobatiflorus S.C.Kim & Mejías, 2012
- Sonchus luxurians (R.E.Fr.) C.Jeffrey, 1966
- Sonchus macrocarpus Boulos & C.Jeffrey, 1969
- Sonchus maculigerus H.Lindb., 1932
- Sonchus malayanus Miq., 1856
- Sonchus marginatus (Bertero ex Decne.) S.C.Kim & Mejías, 2012
- Sonchus maritimus L., 1759
- Sonchus masguindalii Pau & Font Quer, 1928
- Sonchus mauritanicus Boiss. & Reut., 1852
- Sonchus megalocarpus (Hook.f.) J.M.Black, 1929
- Sonchus melanolepis Fresen., 1839
- Sonchus micranthus (Bertero ex Decne.) S.C.Kim & Mejías, 2012
- Sonchus microcarpus (Boulos) U.Reifenb. & A.Reifenb., 1996
- Sonchus microcephalus Mejías, 1990
- Sonchus nanus Sond. ex Harv., 1865
- Sonchus neriifolius (Decne.) S.C.Kim & Mejías, 2012
- Sonchus novae-zelandiae (Hook.f.) B.D.Jacks., 1895
- Sonchus obtusilobus R.E.Fr., 1925
- Sonchus oleraceus L., 1753 - Diếp dại, tục đoạn rau, rau nhũ cúc, rau cúc sữa, rau diếp đắng.[13]
- Sonchus ortunoi Svent., 2013
- Sonchus palmensis (Webb) Boulos, 1967
- Sonchus palustris L., 1753
- Sonchus parathalassius J.G.Costa ex R.Jardim & M.Seq., 2011
- Sonchus pendulus (Sch.Bip.) Sennikov, 1999
- Sonchus phoeniciformis S.C.Kim & Mejías, 2012
- Sonchus pinnatifidus Cav., 1801
- Sonchus pinnatus Aiton, 1789
- Sonchus pitardii Boulos, 1967
- Sonchus platylepis Webb & Berthel., 1849
- Sonchus pruinatus (Johow) S.C.Kim & Mejías, 2012
- Sonchus pustulatus Willk., 1865
- Sonchus radicatus Aiton, 1789
- Sonchus regis-jubae Pit., 1909
- Sonchus regius (Skottsb.) S.C.Kim & Mejías, 2012
- Sonchus saudensis Boulos, 1983
- Sonchus schweinfurthii Oliv. & Hiern, 1877
- Sonchus sinuatus S.C.Kim & Mejías, 2012
- Sonchus sosnowskyi Schchian, 1949
- Sonchus splendens S.C.Kim & Mejías, 2012
- Sonchus stenophyllus R.E.Fr., 1925
- Sonchus suberosus Zohary & P.H.Davis, 1947
- Sonchus sventenii U.Reifenb. & A.Reifenb., 1996
- Sonchus tectifolius Svent., 1969
- Sonchus tenerrimus L., 1753
- Sonchus transcaspicus Nevski, 1937
- Sonchus tuberifer Svent., 1948
- Sonchus ustulatus Lowe, 1831
- Sonchus webbii Sch.Bip., 1849
- Sonchus wightianus DC., 1838 - Nhũ cúc đồng, rổng cúc đồng.[13]
- Sonchus wildpretii U.Reifenb. & A.Reifenb., 1992
- Sonchus wilmsii R.E.Fr., 1925

### Lai ghép
- Sonchus × aemulus Merino, 1916
- Sonchus × beltraniae U.Reifenb. & A.Reifenb., 1997. Lưu ý: Danh pháp S. beltraniae (U.Reifenb. & A.Reifenb.) N.Kilian & Greuter, 2003 là không hợp lệ (nom. illeg.), do là đồng danh muộn của Sonchus × beltraniae U.Reifenb. & A.Reifenb., 1997. S. beltraniae = S. esperanzae N.Kilian & Greuter, 2004.
- Sonchus × jaquiniocephalus Svent., 1969
- Sonchus × maynari Svent., 1960
- Sonchus × novocastellanus Cirujano, 1983
- Sonchus × prudhommei Bouchard, 1951 = S. arvensis × S. asper
- Sonchus × rokosensis Sutorý, 1990 = S. asper × S. oleraceus
- Sonchus × rotundilobus Popov ex Kovalevsk., 1962 = S. asper × S. oleraceus
- Sonchus × rupicola (Svent.) A.Santos & Mejías, 2013 = S. bupleuroides × S. pendulus